# Шахматная школа
Ша́хматная шко́ла — условное название группы сильных шахматистов, которые имеют общие взгляды на шахматы и успешно применяют их на практике.

## Итальянская школа

### «Романтические» шахматы: шахматы как искусство
Первая шахматная школа появилась в Италии в XVI—XVII веках. Партиям итальянских мастеров, собранных Джулио Полерио, Джоакино Греко, Алессандро Сальвио, Пьетро Карреры и другими, свойственно:
- гамбитная игра,
- жертва шахматного материала ради выигрыша времени для развития фигур, вскрытия линий и создания атаки на короля соперника,
- стремительные атаки,
- эффектные неожиданные комбинации, нередко заканчивающиеся матом,
- контратака вместо защиты.

У итальянских шахматистов подготовка к атаке начиналась, как правило, в дебюте. Белыми они избирали либо итальянскую партию, сразу нацеливаясь на самый уязвимый пункт в позиции соперника — f7, либо королевский гамбит, стремясь к немедленному вскрытию линий.
В середине XVIII века жившие в Модене шахматные мастера Эрколе дель Рио, Джамбатиста Лолли и Доменико Лоренцо Понциани обосновали теоретически основы положения итальянской школы и развили «романтические» идеи своих предшественников.
Теоретики итальянской школы называли игру в шахматы искусством. Их идеалом была тактическая борьба фигур, отмеченная комбинационными ударами, тонкостью и изяществом замыслов.
Пешки, считалось, только мешают фигурам проявлять активность, поэтому их нужно быстрее разменивать, чтобы дать фигурам необходимый простор. Основной объект атаки в расположении сил соперника — король, на которого и должны быть направлены действия фигур. Главная фигура в атаке — ферзь, действия которого необходимо скоординировать с другими фигурами, что удаётся в тактической комбинационной игре.

### Значение итальянской школы
Значение итальянской школы прежде всего в том, что она рассматривала шахматы как искусство, показала их красоту и богатые комбинационные возможности. В области развития теории шахматной игры итальянская школа положила начало систематическим исследованиям открытых дебютов, в частности гамбитов, изучению ряда эндшпилей, особенно тех, где фигуры борются друг с другом.
Итальянская школа оказала заметное влияние на развитие шахмат в Европе. В начале XIX века пропагандистами её идей выступали англичане Саррат, Уильям Дейвис Эванс, Уильям Льюис, французы— Александр Дешапель, русские — Александр Петров и Карл Яниш. Во второй половине XIX века идеи итальянской школы отразились на игре Адольфа Андерсена в Германии, Блэкберна в Англии, Ильи Шумова в России.

### Показательная партия
|   | a | b | c | d | e | f | g | h |   |
| - | --- | --- | --- | --- | --- | --- | --- | --- | - |
| 8 | a8 чёрная ладья · c8 чёрный слон · f8 чёрная ладья · g8 чёрный король · a7 чёрная пешка · b7 чёрная пешка · c7 чёрная пешка · d7 чёрная пешка · f7 чёрная пешка · g7 чёрная пешка · h7 чёрная пешка · c5 чёрный слон · e5 белая пешка · c4 белый слон · g4 чёрный конь · h4 чёрный ферзь · f3 белый конь · a2 белая пешка · b2 белая пешка · f2 белая пешка · g2 белая пешка · h2 белая пешка · a1 белая ладья · b1 белый конь · c1 белый слон · d1 белый ферзь · e1 белая ладья · g1 белый король | a8 чёрная ладья · c8 чёрный слон · f8 чёрная ладья · g8 чёрный король · a7 чёрная пешка · b7 чёрная пешка · c7 чёрная пешка · d7 чёрная пешка · f7 чёрная пешка · g7 чёрная пешка · h7 чёрная пешка · c5 чёрный слон · e5 белая пешка · c4 белый слон · g4 чёрный конь · h4 чёрный ферзь · f3 белый конь · a2 белая пешка · b2 белая пешка · f2 белая пешка · g2 белая пешка · h2 белая пешка · a1 белая ладья · b1 белый конь · c1 белый слон · d1 белый ферзь · e1 белая ладья · g1 белый король | a8 чёрная ладья · c8 чёрный слон · f8 чёрная ладья · g8 чёрный король · a7 чёрная пешка · b7 чёрная пешка · c7 чёрная пешка · d7 чёрная пешка · f7 чёрная пешка · g7 чёрная пешка · h7 чёрная пешка · c5 чёрный слон · e5 белая пешка · c4 белый слон · g4 чёрный конь · h4 чёрный ферзь · f3 белый конь · a2 белая пешка · b2 белая пешка · f2 белая пешка · g2 белая пешка · h2 белая пешка · a1 белая ладья · b1 белый конь · c1 белый слон · d1 белый ферзь · e1 белая ладья · g1 белый король | a8 чёрная ладья · c8 чёрный слон · f8 чёрная ладья · g8 чёрный король · a7 чёрная пешка · b7 чёрная пешка · c7 чёрная пешка · d7 чёрная пешка · f7 чёрная пешка · g7 чёрная пешка · h7 чёрная пешка · c5 чёрный слон · e5 белая пешка · c4 белый слон · g4 чёрный конь · h4 чёрный ферзь · f3 белый конь · a2 белая пешка · b2 белая пешка · f2 белая пешка · g2 белая пешка · h2 белая пешка · a1 белая ладья · b1 белый конь · c1 белый слон · d1 белый ферзь · e1 белая ладья · g1 белый король | a8 чёрная ладья · c8 чёрный слон · f8 чёрная ладья · g8 чёрный король · a7 чёрная пешка · b7 чёрная пешка · c7 чёрная пешка · d7 чёрная пешка · f7 чёрная пешка · g7 чёрная пешка · h7 чёрная пешка · c5 чёрный слон · e5 белая пешка · c4 белый слон · g4 чёрный конь · h4 чёрный ферзь · f3 белый конь · a2 белая пешка · b2 белая пешка · f2 белая пешка · g2 белая пешка · h2 белая пешка · a1 белая ладья · b1 белый конь · c1 белый слон · d1 белый ферзь · e1 белая ладья · g1 белый король | a8 чёрная ладья · c8 чёрный слон · f8 чёрная ладья · g8 чёрный король · a7 чёрная пешка · b7 чёрная пешка · c7 чёрная пешка · d7 чёрная пешка · f7 чёрная пешка · g7 чёрная пешка · h7 чёрная пешка · c5 чёрный слон · e5 белая пешка · c4 белый слон · g4 чёрный конь · h4 чёрный ферзь · f3 белый конь · a2 белая пешка · b2 белая пешка · f2 белая пешка · g2 белая пешка · h2 белая пешка · a1 белая ладья · b1 белый конь · c1 белый слон · d1 белый ферзь · e1 белая ладья · g1 белый король | a8 чёрная ладья · c8 чёрный слон · f8 чёрная ладья · g8 чёрный король · a7 чёрная пешка · b7 чёрная пешка · c7 чёрная пешка · d7 чёрная пешка · f7 чёрная пешка · g7 чёрная пешка · h7 чёрная пешка · c5 чёрный слон · e5 белая пешка · c4 белый слон · g4 чёрный конь · h4 чёрный ферзь · f3 белый конь · a2 белая пешка · b2 белая пешка · f2 белая пешка · g2 белая пешка · h2 белая пешка · a1 белая ладья · b1 белый конь · c1 белый слон · d1 белый ферзь · e1 белая ладья · g1 белый король | a8 чёрная ладья · c8 чёрный слон · f8 чёрная ладья · g8 чёрный король · a7 чёрная пешка · b7 чёрная пешка · c7 чёрная пешка · d7 чёрная пешка · f7 чёрная пешка · g7 чёрная пешка · h7 чёрная пешка · c5 чёрный слон · e5 белая пешка · c4 белый слон · g4 чёрный конь · h4 чёрный ферзь · f3 белый конь · a2 белая пешка · b2 белая пешка · f2 белая пешка · g2 белая пешка · h2 белая пешка · a1 белая ладья · b1 белый конь · c1 белый слон · d1 белый ферзь · e1 белая ладья · g1 белый король | 8 |
| 7 | a8 чёрная ладья · c8 чёрный слон · f8 чёрная ладья · g8 чёрный король · a7 чёрная пешка · b7 чёрная пешка · c7 чёрная пешка · d7 чёрная пешка · f7 чёрная пешка · g7 чёрная пешка · h7 чёрная пешка · c5 чёрный слон · e5 белая пешка · c4 белый слон · g4 чёрный конь · h4 чёрный ферзь · f3 белый конь · a2 белая пешка · b2 белая пешка · f2 белая пешка · g2 белая пешка · h2 белая пешка · a1 белая ладья · b1 белый конь · c1 белый слон · d1 белый ферзь · e1 белая ладья · g1 белый король | a8 чёрная ладья · c8 чёрный слон · f8 чёрная ладья · g8 чёрный король · a7 чёрная пешка · b7 чёрная пешка · c7 чёрная пешка · d7 чёрная пешка · f7 чёрная пешка · g7 чёрная пешка · h7 чёрная пешка · c5 чёрный слон · e5 белая пешка · c4 белый слон · g4 чёрный конь · h4 чёрный ферзь · f3 белый конь · a2 белая пешка · b2 белая пешка · f2 белая пешка · g2 белая пешка · h2 белая пешка · a1 белая ладья · b1 белый конь · c1 белый слон · d1 белый ферзь · e1 белая ладья · g1 белый король | a8 чёрная ладья · c8 чёрный слон · f8 чёрная ладья · g8 чёрный король · a7 чёрная пешка · b7 чёрная пешка · c7 чёрная пешка · d7 чёрная пешка · f7 чёрная пешка · g7 чёрная пешка · h7 чёрная пешка · c5 чёрный слон · e5 белая пешка · c4 белый слон · g4 чёрный конь · h4 чёрный ферзь · f3 белый конь · a2 белая пешка · b2 белая пешка · f2 белая пешка · g2 белая пешка · h2 белая пешка · a1 белая ладья · b1 белый конь · c1 белый слон · d1 белый ферзь · e1 белая ладья · g1 белый король | a8 чёрная ладья · c8 чёрный слон · f8 чёрная ладья · g8 чёрный король · a7 чёрная пешка · b7 чёрная пешка · c7 чёрная пешка · d7 чёрная пешка · f7 чёрная пешка · g7 чёрная пешка · h7 чёрная пешка · c5 чёрный слон · e5 белая пешка · c4 белый слон · g4 чёрный конь · h4 чёрный ферзь · f3 белый конь · a2 белая пешка · b2 белая пешка · f2 белая пешка · g2 белая пешка · h2 белая пешка · a1 белая ладья · b1 белый конь · c1 белый слон · d1 белый ферзь · e1 белая ладья · g1 белый король | a8 чёрная ладья · c8 чёрный слон · f8 чёрная ладья · g8 чёрный король · a7 чёрная пешка · b7 чёрная пешка · c7 чёрная пешка · d7 чёрная пешка · f7 чёрная пешка · g7 чёрная пешка · h7 чёрная пешка · c5 чёрный слон · e5 белая пешка · c4 белый слон · g4 чёрный конь · h4 чёрный ферзь · f3 белый конь · a2 белая пешка · b2 белая пешка · f2 белая пешка · g2 белая пешка · h2 белая пешка · a1 белая ладья · b1 белый конь · c1 белый слон · d1 белый ферзь · e1 белая ладья · g1 белый король | a8 чёрная ладья · c8 чёрный слон · f8 чёрная ладья · g8 чёрный король · a7 чёрная пешка · b7 чёрная пешка · c7 чёрная пешка · d7 чёрная пешка · f7 чёрная пешка · g7 чёрная пешка · h7 чёрная пешка · c5 чёрный слон · e5 белая пешка · c4 белый слон · g4 чёрный конь · h4 чёрный ферзь · f3 белый конь · a2 белая пешка · b2 белая пешка · f2 белая пешка · g2 белая пешка · h2 белая пешка · a1 белая ладья · b1 белый конь · c1 белый слон · d1 белый ферзь · e1 белая ладья · g1 белый король | a8 чёрная ладья · c8 чёрный слон · f8 чёрная ладья · g8 чёрный король · a7 чёрная пешка · b7 чёрная пешка · c7 чёрная пешка · d7 чёрная пешка · f7 чёрная пешка · g7 чёрная пешка · h7 чёрная пешка · c5 чёрный слон · e5 белая пешка · c4 белый слон · g4 чёрный конь · h4 чёрный ферзь · f3 белый конь · a2 белая пешка · b2 белая пешка · f2 белая пешка · g2 белая пешка · h2 белая пешка · a1 белая ладья · b1 белый конь · c1 белый слон · d1 белый ферзь · e1 белая ладья · g1 белый король | a8 чёрная ладья · c8 чёрный слон · f8 чёрная ладья · g8 чёрный король · a7 чёрная пешка · b7 чёрная пешка · c7 чёрная пешка · d7 чёрная пешка · f7 чёрная пешка · g7 чёрная пешка · h7 чёрная пешка · c5 чёрный слон · e5 белая пешка · c4 белый слон · g4 чёрный конь · h4 чёрный ферзь · f3 белый конь · a2 белая пешка · b2 белая пешка · f2 белая пешка · g2 белая пешка · h2 белая пешка · a1 белая ладья · b1 белый конь · c1 белый слон · d1 белый ферзь · e1 белая ладья · g1 белый король | 7 |
| 6 | a8 чёрная ладья · c8 чёрный слон · f8 чёрная ладья · g8 чёрный король · a7 чёрная пешка · b7 чёрная пешка · c7 чёрная пешка · d7 чёрная пешка · f7 чёрная пешка · g7 чёрная пешка · h7 чёрная пешка · c5 чёрный слон · e5 белая пешка · c4 белый слон · g4 чёрный конь · h4 чёрный ферзь · f3 белый конь · a2 белая пешка · b2 белая пешка · f2 белая пешка · g2 белая пешка · h2 белая пешка · a1 белая ладья · b1 белый конь · c1 белый слон · d1 белый ферзь · e1 белая ладья · g1 белый король | a8 чёрная ладья · c8 чёрный слон · f8 чёрная ладья · g8 чёрный король · a7 чёрная пешка · b7 чёрная пешка · c7 чёрная пешка · d7 чёрная пешка · f7 чёрная пешка · g7 чёрная пешка · h7 чёрная пешка · c5 чёрный слон · e5 белая пешка · c4 белый слон · g4 чёрный конь · h4 чёрный ферзь · f3 белый конь · a2 белая пешка · b2 белая пешка · f2 белая пешка · g2 белая пешка · h2 белая пешка · a1 белая ладья · b1 белый конь · c1 белый слон · d1 белый ферзь · e1 белая ладья · g1 белый король | a8 чёрная ладья · c8 чёрный слон · f8 чёрная ладья · g8 чёрный король · a7 чёрная пешка · b7 чёрная пешка · c7 чёрная пешка · d7 чёрная пешка · f7 чёрная пешка · g7 чёрная пешка · h7 чёрная пешка · c5 чёрный слон · e5 белая пешка · c4 белый слон · g4 чёрный конь · h4 чёрный ферзь · f3 белый конь · a2 белая пешка · b2 белая пешка · f2 белая пешка · g2 белая пешка · h2 белая пешка · a1 белая ладья · b1 белый конь · c1 белый слон · d1 белый ферзь · e1 белая ладья · g1 белый король | a8 чёрная ладья · c8 чёрный слон · f8 чёрная ладья · g8 чёрный король · a7 чёрная пешка · b7 чёрная пешка · c7 чёрная пешка · d7 чёрная пешка · f7 чёрная пешка · g7 чёрная пешка · h7 чёрная пешка · c5 чёрный слон · e5 белая пешка · c4 белый слон · g4 чёрный конь · h4 чёрный ферзь · f3 белый конь · a2 белая пешка · b2 белая пешка · f2 белая пешка · g2 белая пешка · h2 белая пешка · a1 белая ладья · b1 белый конь · c1 белый слон · d1 белый ферзь · e1 белая ладья · g1 белый король | a8 чёрная ладья · c8 чёрный слон · f8 чёрная ладья · g8 чёрный король · a7 чёрная пешка · b7 чёрная пешка · c7 чёрная пешка · d7 чёрная пешка · f7 чёрная пешка · g7 чёрная пешка · h7 чёрная пешка · c5 чёрный слон · e5 белая пешка · c4 белый слон · g4 чёрный конь · h4 чёрный ферзь · f3 белый конь · a2 белая пешка · b2 белая пешка · f2 белая пешка · g2 белая пешка · h2 белая пешка · a1 белая ладья · b1 белый конь · c1 белый слон · d1 белый ферзь · e1 белая ладья · g1 белый король | a8 чёрная ладья · c8 чёрный слон · f8 чёрная ладья · g8 чёрный король · a7 чёрная пешка · b7 чёрная пешка · c7 чёрная пешка · d7 чёрная пешка · f7 чёрная пешка · g7 чёрная пешка · h7 чёрная пешка · c5 чёрный слон · e5 белая пешка · c4 белый слон · g4 чёрный конь · h4 чёрный ферзь · f3 белый конь · a2 белая пешка · b2 белая пешка · f2 белая пешка · g2 белая пешка · h2 белая пешка · a1 белая ладья · b1 белый конь · c1 белый слон · d1 белый ферзь · e1 белая ладья · g1 белый король | a8 чёрная ладья · c8 чёрный слон · f8 чёрная ладья · g8 чёрный король · a7 чёрная пешка · b7 чёрная пешка · c7 чёрная пешка · d7 чёрная пешка · f7 чёрная пешка · g7 чёрная пешка · h7 чёрная пешка · c5 чёрный слон · e5 белая пешка · c4 белый слон · g4 чёрный конь · h4 чёрный ферзь · f3 белый конь · a2 белая пешка · b2 белая пешка · f2 белая пешка · g2 белая пешка · h2 белая пешка · a1 белая ладья · b1 белый конь · c1 белый слон · d1 белый ферзь · e1 белая ладья · g1 белый король | a8 чёрная ладья · c8 чёрный слон · f8 чёрная ладья · g8 чёрный король · a7 чёрная пешка · b7 чёрная пешка · c7 чёрная пешка · d7 чёрная пешка · f7 чёрная пешка · g7 чёрная пешка · h7 чёрная пешка · c5 чёрный слон · e5 белая пешка · c4 белый слон · g4 чёрный конь · h4 чёрный ферзь · f3 белый конь · a2 белая пешка · b2 белая пешка · f2 белая пешка · g2 белая пешка · h2 белая пешка · a1 белая ладья · b1 белый конь · c1 белый слон · d1 белый ферзь · e1 белая ладья · g1 белый король | 6 |
| 5 | a8 чёрная ладья · c8 чёрный слон · f8 чёрная ладья · g8 чёрный король · a7 чёрная пешка · b7 чёрная пешка · c7 чёрная пешка · d7 чёрная пешка · f7 чёрная пешка · g7 чёрная пешка · h7 чёрная пешка · c5 чёрный слон · e5 белая пешка · c4 белый слон · g4 чёрный конь · h4 чёрный ферзь · f3 белый конь · a2 белая пешка · b2 белая пешка · f2 белая пешка · g2 белая пешка · h2 белая пешка · a1 белая ладья · b1 белый конь · c1 белый слон · d1 белый ферзь · e1 белая ладья · g1 белый король | a8 чёрная ладья · c8 чёрный слон · f8 чёрная ладья · g8 чёрный король · a7 чёрная пешка · b7 чёрная пешка · c7 чёрная пешка · d7 чёрная пешка · f7 чёрная пешка · g7 чёрная пешка · h7 чёрная пешка · c5 чёрный слон · e5 белая пешка · c4 белый слон · g4 чёрный конь · h4 чёрный ферзь · f3 белый конь · a2 белая пешка · b2 белая пешка · f2 белая пешка · g2 белая пешка · h2 белая пешка · a1 белая ладья · b1 белый конь · c1 белый слон · d1 белый ферзь · e1 белая ладья · g1 белый король | a8 чёрная ладья · c8 чёрный слон · f8 чёрная ладья · g8 чёрный король · a7 чёрная пешка · b7 чёрная пешка · c7 чёрная пешка · d7 чёрная пешка · f7 чёрная пешка · g7 чёрная пешка · h7 чёрная пешка · c5 чёрный слон · e5 белая пешка · c4 белый слон · g4 чёрный конь · h4 чёрный ферзь · f3 белый конь · a2 белая пешка · b2 белая пешка · f2 белая пешка · g2 белая пешка · h2 белая пешка · a1 белая ладья · b1 белый конь · c1 белый слон · d1 белый ферзь · e1 белая ладья · g1 белый король | a8 чёрная ладья · c8 чёрный слон · f8 чёрная ладья · g8 чёрный король · a7 чёрная пешка · b7 чёрная пешка · c7 чёрная пешка · d7 чёрная пешка · f7 чёрная пешка · g7 чёрная пешка · h7 чёрная пешка · c5 чёрный слон · e5 белая пешка · c4 белый слон · g4 чёрный конь · h4 чёрный ферзь · f3 белый конь · a2 белая пешка · b2 белая пешка · f2 белая пешка · g2 белая пешка · h2 белая пешка · a1 белая ладья · b1 белый конь · c1 белый слон · d1 белый ферзь · e1 белая ладья · g1 белый король | a8 чёрная ладья · c8 чёрный слон · f8 чёрная ладья · g8 чёрный король · a7 чёрная пешка · b7 чёрная пешка · c7 чёрная пешка · d7 чёрная пешка · f7 чёрная пешка · g7 чёрная пешка · h7 чёрная пешка · c5 чёрный слон · e5 белая пешка · c4 белый слон · g4 чёрный конь · h4 чёрный ферзь · f3 белый конь · a2 белая пешка · b2 белая пешка · f2 белая пешка · g2 белая пешка · h2 белая пешка · a1 белая ладья · b1 белый конь · c1 белый слон · d1 белый ферзь · e1 белая ладья · g1 белый король | a8 чёрная ладья · c8 чёрный слон · f8 чёрная ладья · g8 чёрный король · a7 чёрная пешка · b7 чёрная пешка · c7 чёрная пешка · d7 чёрная пешка · f7 чёрная пешка · g7 чёрная пешка · h7 чёрная пешка · c5 чёрный слон · e5 белая пешка · c4 белый слон · g4 чёрный конь · h4 чёрный ферзь · f3 белый конь · a2 белая пешка · b2 белая пешка · f2 белая пешка · g2 белая пешка · h2 белая пешка · a1 белая ладья · b1 белый конь · c1 белый слон · d1 белый ферзь · e1 белая ладья · g1 белый король | a8 чёрная ладья · c8 чёрный слон · f8 чёрная ладья · g8 чёрный король · a7 чёрная пешка · b7 чёрная пешка · c7 чёрная пешка · d7 чёрная пешка · f7 чёрная пешка · g7 чёрная пешка · h7 чёрная пешка · c5 чёрный слон · e5 белая пешка · c4 белый слон · g4 чёрный конь · h4 чёрный ферзь · f3 белый конь · a2 белая пешка · b2 белая пешка · f2 белая пешка · g2 белая пешка · h2 белая пешка · a1 белая ладья · b1 белый конь · c1 белый слон · d1 белый ферзь · e1 белая ладья · g1 белый король | a8 чёрная ладья · c8 чёрный слон · f8 чёрная ладья · g8 чёрный король · a7 чёрная пешка · b7 чёрная пешка · c7 чёрная пешка · d7 чёрная пешка · f7 чёрная пешка · g7 чёрная пешка · h7 чёрная пешка · c5 чёрный слон · e5 белая пешка · c4 белый слон · g4 чёрный конь · h4 чёрный ферзь · f3 белый конь · a2 белая пешка · b2 белая пешка · f2 белая пешка · g2 белая пешка · h2 белая пешка · a1 белая ладья · b1 белый конь · c1 белый слон · d1 белый ферзь · e1 белая ладья · g1 белый король | 5 |
| 4 | a8 чёрная ладья · c8 чёрный слон · f8 чёрная ладья · g8 чёрный король · a7 чёрная пешка · b7 чёрная пешка · c7 чёрная пешка · d7 чёрная пешка · f7 чёрная пешка · g7 чёрная пешка · h7 чёрная пешка · c5 чёрный слон · e5 белая пешка · c4 белый слон · g4 чёрный конь · h4 чёрный ферзь · f3 белый конь · a2 белая пешка · b2 белая пешка · f2 белая пешка · g2 белая пешка · h2 белая пешка · a1 белая ладья · b1 белый конь · c1 белый слон · d1 белый ферзь · e1 белая ладья · g1 белый король | a8 чёрная ладья · c8 чёрный слон · f8 чёрная ладья · g8 чёрный король · a7 чёрная пешка · b7 чёрная пешка · c7 чёрная пешка · d7 чёрная пешка · f7 чёрная пешка · g7 чёрная пешка · h7 чёрная пешка · c5 чёрный слон · e5 белая пешка · c4 белый слон · g4 чёрный конь · h4 чёрный ферзь · f3 белый конь · a2 белая пешка · b2 белая пешка · f2 белая пешка · g2 белая пешка · h2 белая пешка · a1 белая ладья · b1 белый конь · c1 белый слон · d1 белый ферзь · e1 белая ладья · g1 белый король | a8 чёрная ладья · c8 чёрный слон · f8 чёрная ладья · g8 чёрный король · a7 чёрная пешка · b7 чёрная пешка · c7 чёрная пешка · d7 чёрная пешка · f7 чёрная пешка · g7 чёрная пешка · h7 чёрная пешка · c5 чёрный слон · e5 белая пешка · c4 белый слон · g4 чёрный конь · h4 чёрный ферзь · f3 белый конь · a2 белая пешка · b2 белая пешка · f2 белая пешка · g2 белая пешка · h2 белая пешка · a1 белая ладья · b1 белый конь · c1 белый слон · d1 белый ферзь · e1 белая ладья · g1 белый король | a8 чёрная ладья · c8 чёрный слон · f8 чёрная ладья · g8 чёрный король · a7 чёрная пешка · b7 чёрная пешка · c7 чёрная пешка · d7 чёрная пешка · f7 чёрная пешка · g7 чёрная пешка · h7 чёрная пешка · c5 чёрный слон · e5 белая пешка · c4 белый слон · g4 чёрный конь · h4 чёрный ферзь · f3 белый конь · a2 белая пешка · b2 белая пешка · f2 белая пешка · g2 белая пешка · h2 белая пешка · a1 белая ладья · b1 белый конь · c1 белый слон · d1 белый ферзь · e1 белая ладья · g1 белый король | a8 чёрная ладья · c8 чёрный слон · f8 чёрная ладья · g8 чёрный король · a7 чёрная пешка · b7 чёрная пешка · c7 чёрная пешка · d7 чёрная пешка · f7 чёрная пешка · g7 чёрная пешка · h7 чёрная пешка · c5 чёрный слон · e5 белая пешка · c4 белый слон · g4 чёрный конь · h4 чёрный ферзь · f3 белый конь · a2 белая пешка · b2 белая пешка · f2 белая пешка · g2 белая пешка · h2 белая пешка · a1 белая ладья · b1 белый конь · c1 белый слон · d1 белый ферзь · e1 белая ладья · g1 белый король | a8 чёрная ладья · c8 чёрный слон · f8 чёрная ладья · g8 чёрный король · a7 чёрная пешка · b7 чёрная пешка · c7 чёрная пешка · d7 чёрная пешка · f7 чёрная пешка · g7 чёрная пешка · h7 чёрная пешка · c5 чёрный слон · e5 белая пешка · c4 белый слон · g4 чёрный конь · h4 чёрный ферзь · f3 белый конь · a2 белая пешка · b2 белая пешка · f2 белая пешка · g2 белая пешка · h2 белая пешка · a1 белая ладья · b1 белый конь · c1 белый слон · d1 белый ферзь · e1 белая ладья · g1 белый король | a8 чёрная ладья · c8 чёрный слон · f8 чёрная ладья · g8 чёрный король · a7 чёрная пешка · b7 чёрная пешка · c7 чёрная пешка · d7 чёрная пешка · f7 чёрная пешка · g7 чёрная пешка · h7 чёрная пешка · c5 чёрный слон · e5 белая пешка · c4 белый слон · g4 чёрный конь · h4 чёрный ферзь · f3 белый конь · a2 белая пешка · b2 белая пешка · f2 белая пешка · g2 белая пешка · h2 белая пешка · a1 белая ладья · b1 белый конь · c1 белый слон · d1 белый ферзь · e1 белая ладья · g1 белый король | a8 чёрная ладья · c8 чёрный слон · f8 чёрная ладья · g8 чёрный король · a7 чёрная пешка · b7 чёрная пешка · c7 чёрная пешка · d7 чёрная пешка · f7 чёрная пешка · g7 чёрная пешка · h7 чёрная пешка · c5 чёрный слон · e5 белая пешка · c4 белый слон · g4 чёрный конь · h4 чёрный ферзь · f3 белый конь · a2 белая пешка · b2 белая пешка · f2 белая пешка · g2 белая пешка · h2 белая пешка · a1 белая ладья · b1 белый конь · c1 белый слон · d1 белый ферзь · e1 белая ладья · g1 белый король | 4 |
| 3 | a8 чёрная ладья · c8 чёрный слон · f8 чёрная ладья · g8 чёрный король · a7 чёрная пешка · b7 чёрная пешка · c7 чёрная пешка · d7 чёрная пешка · f7 чёрная пешка · g7 чёрная пешка · h7 чёрная пешка · c5 чёрный слон · e5 белая пешка · c4 белый слон · g4 чёрный конь · h4 чёрный ферзь · f3 белый конь · a2 белая пешка · b2 белая пешка · f2 белая пешка · g2 белая пешка · h2 белая пешка · a1 белая ладья · b1 белый конь · c1 белый слон · d1 белый ферзь · e1 белая ладья · g1 белый король | a8 чёрная ладья · c8 чёрный слон · f8 чёрная ладья · g8 чёрный король · a7 чёрная пешка · b7 чёрная пешка · c7 чёрная пешка · d7 чёрная пешка · f7 чёрная пешка · g7 чёрная пешка · h7 чёрная пешка · c5 чёрный слон · e5 белая пешка · c4 белый слон · g4 чёрный конь · h4 чёрный ферзь · f3 белый конь · a2 белая пешка · b2 белая пешка · f2 белая пешка · g2 белая пешка · h2 белая пешка · a1 белая ладья · b1 белый конь · c1 белый слон · d1 белый ферзь · e1 белая ладья · g1 белый король | a8 чёрная ладья · c8 чёрный слон · f8 чёрная ладья · g8 чёрный король · a7 чёрная пешка · b7 чёрная пешка · c7 чёрная пешка · d7 чёрная пешка · f7 чёрная пешка · g7 чёрная пешка · h7 чёрная пешка · c5 чёрный слон · e5 белая пешка · c4 белый слон · g4 чёрный конь · h4 чёрный ферзь · f3 белый конь · a2 белая пешка · b2 белая пешка · f2 белая пешка · g2 белая пешка · h2 белая пешка · a1 белая ладья · b1 белый конь · c1 белый слон · d1 белый ферзь · e1 белая ладья · g1 белый король | a8 чёрная ладья · c8 чёрный слон · f8 чёрная ладья · g8 чёрный король · a7 чёрная пешка · b7 чёрная пешка · c7 чёрная пешка · d7 чёрная пешка · f7 чёрная пешка · g7 чёрная пешка · h7 чёрная пешка · c5 чёрный слон · e5 белая пешка · c4 белый слон · g4 чёрный конь · h4 чёрный ферзь · f3 белый конь · a2 белая пешка · b2 белая пешка · f2 белая пешка · g2 белая пешка · h2 белая пешка · a1 белая ладья · b1 белый конь · c1 белый слон · d1 белый ферзь · e1 белая ладья · g1 белый король | a8 чёрная ладья · c8 чёрный слон · f8 чёрная ладья · g8 чёрный король · a7 чёрная пешка · b7 чёрная пешка · c7 чёрная пешка · d7 чёрная пешка · f7 чёрная пешка · g7 чёрная пешка · h7 чёрная пешка · c5 чёрный слон · e5 белая пешка · c4 белый слон · g4 чёрный конь · h4 чёрный ферзь · f3 белый конь · a2 белая пешка · b2 белая пешка · f2 белая пешка · g2 белая пешка · h2 белая пешка · a1 белая ладья · b1 белый конь · c1 белый слон · d1 белый ферзь · e1 белая ладья · g1 белый король | a8 чёрная ладья · c8 чёрный слон · f8 чёрная ладья · g8 чёрный король · a7 чёрная пешка · b7 чёрная пешка · c7 чёрная пешка · d7 чёрная пешка · f7 чёрная пешка · g7 чёрная пешка · h7 чёрная пешка · c5 чёрный слон · e5 белая пешка · c4 белый слон · g4 чёрный конь · h4 чёрный ферзь · f3 белый конь · a2 белая пешка · b2 белая пешка · f2 белая пешка · g2 белая пешка · h2 белая пешка · a1 белая ладья · b1 белый конь · c1 белый слон · d1 белый ферзь · e1 белая ладья · g1 белый король | a8 чёрная ладья · c8 чёрный слон · f8 чёрная ладья · g8 чёрный король · a7 чёрная пешка · b7 чёрная пешка · c7 чёрная пешка · d7 чёрная пешка · f7 чёрная пешка · g7 чёрная пешка · h7 чёрная пешка · c5 чёрный слон · e5 белая пешка · c4 белый слон · g4 чёрный конь · h4 чёрный ферзь · f3 белый конь · a2 белая пешка · b2 белая пешка · f2 белая пешка · g2 белая пешка · h2 белая пешка · a1 белая ладья · b1 белый конь · c1 белый слон · d1 белый ферзь · e1 белая ладья · g1 белый король | a8 чёрная ладья · c8 чёрный слон · f8 чёрная ладья · g8 чёрный король · a7 чёрная пешка · b7 чёрная пешка · c7 чёрная пешка · d7 чёрная пешка · f7 чёрная пешка · g7 чёрная пешка · h7 чёрная пешка · c5 чёрный слон · e5 белая пешка · c4 белый слон · g4 чёрный конь · h4 чёрный ферзь · f3 белый конь · a2 белая пешка · b2 белая пешка · f2 белая пешка · g2 белая пешка · h2 белая пешка · a1 белая ладья · b1 белый конь · c1 белый слон · d1 белый ферзь · e1 белая ладья · g1 белый король | 3 |
| 2 | a8 чёрная ладья · c8 чёрный слон · f8 чёрная ладья · g8 чёрный король · a7 чёрная пешка · b7 чёрная пешка · c7 чёрная пешка · d7 чёрная пешка · f7 чёрная пешка · g7 чёрная пешка · h7 чёрная пешка · c5 чёрный слон · e5 белая пешка · c4 белый слон · g4 чёрный конь · h4 чёрный ферзь · f3 белый конь · a2 белая пешка · b2 белая пешка · f2 белая пешка · g2 белая пешка · h2 белая пешка · a1 белая ладья · b1 белый конь · c1 белый слон · d1 белый ферзь · e1 белая ладья · g1 белый король | a8 чёрная ладья · c8 чёрный слон · f8 чёрная ладья · g8 чёрный король · a7 чёрная пешка · b7 чёрная пешка · c7 чёрная пешка · d7 чёрная пешка · f7 чёрная пешка · g7 чёрная пешка · h7 чёрная пешка · c5 чёрный слон · e5 белая пешка · c4 белый слон · g4 чёрный конь · h4 чёрный ферзь · f3 белый конь · a2 белая пешка · b2 белая пешка · f2 белая пешка · g2 белая пешка · h2 белая пешка · a1 белая ладья · b1 белый конь · c1 белый слон · d1 белый ферзь · e1 белая ладья · g1 белый король | a8 чёрная ладья · c8 чёрный слон · f8 чёрная ладья · g8 чёрный король · a7 чёрная пешка · b7 чёрная пешка · c7 чёрная пешка · d7 чёрная пешка · f7 чёрная пешка · g7 чёрная пешка · h7 чёрная пешка · c5 чёрный слон · e5 белая пешка · c4 белый слон · g4 чёрный конь · h4 чёрный ферзь · f3 белый конь · a2 белая пешка · b2 белая пешка · f2 белая пешка · g2 белая пешка · h2 белая пешка · a1 белая ладья · b1 белый конь · c1 белый слон · d1 белый ферзь · e1 белая ладья · g1 белый король | a8 чёрная ладья · c8 чёрный слон · f8 чёрная ладья · g8 чёрный король · a7 чёрная пешка · b7 чёрная пешка · c7 чёрная пешка · d7 чёрная пешка · f7 чёрная пешка · g7 чёрная пешка · h7 чёрная пешка · c5 чёрный слон · e5 белая пешка · c4 белый слон · g4 чёрный конь · h4 чёрный ферзь · f3 белый конь · a2 белая пешка · b2 белая пешка · f2 белая пешка · g2 белая пешка · h2 белая пешка · a1 белая ладья · b1 белый конь · c1 белый слон · d1 белый ферзь · e1 белая ладья · g1 белый король | a8 чёрная ладья · c8 чёрный слон · f8 чёрная ладья · g8 чёрный король · a7 чёрная пешка · b7 чёрная пешка · c7 чёрная пешка · d7 чёрная пешка · f7 чёрная пешка · g7 чёрная пешка · h7 чёрная пешка · c5 чёрный слон · e5 белая пешка · c4 белый слон · g4 чёрный конь · h4 чёрный ферзь · f3 белый конь · a2 белая пешка · b2 белая пешка · f2 белая пешка · g2 белая пешка · h2 белая пешка · a1 белая ладья · b1 белый конь · c1 белый слон · d1 белый ферзь · e1 белая ладья · g1 белый король | a8 чёрная ладья · c8 чёрный слон · f8 чёрная ладья · g8 чёрный король · a7 чёрная пешка · b7 чёрная пешка · c7 чёрная пешка · d7 чёрная пешка · f7 чёрная пешка · g7 чёрная пешка · h7 чёрная пешка · c5 чёрный слон · e5 белая пешка · c4 белый слон · g4 чёрный конь · h4 чёрный ферзь · f3 белый конь · a2 белая пешка · b2 белая пешка · f2 белая пешка · g2 белая пешка · h2 белая пешка · a1 белая ладья · b1 белый конь · c1 белый слон · d1 белый ферзь · e1 белая ладья · g1 белый король | a8 чёрная ладья · c8 чёрный слон · f8 чёрная ладья · g8 чёрный король · a7 чёрная пешка · b7 чёрная пешка · c7 чёрная пешка · d7 чёрная пешка · f7 чёрная пешка · g7 чёрная пешка · h7 чёрная пешка · c5 чёрный слон · e5 белая пешка · c4 белый слон · g4 чёрный конь · h4 чёрный ферзь · f3 белый конь · a2 белая пешка · b2 белая пешка · f2 белая пешка · g2 белая пешка · h2 белая пешка · a1 белая ладья · b1 белый конь · c1 белый слон · d1 белый ферзь · e1 белая ладья · g1 белый король | a8 чёрная ладья · c8 чёрный слон · f8 чёрная ладья · g8 чёрный король · a7 чёрная пешка · b7 чёрная пешка · c7 чёрная пешка · d7 чёрная пешка · f7 чёрная пешка · g7 чёрная пешка · h7 чёрная пешка · c5 чёрный слон · e5 белая пешка · c4 белый слон · g4 чёрный конь · h4 чёрный ферзь · f3 белый конь · a2 белая пешка · b2 белая пешка · f2 белая пешка · g2 белая пешка · h2 белая пешка · a1 белая ладья · b1 белый конь · c1 белый слон · d1 белый ферзь · e1 белая ладья · g1 белый король | 2 |
| 1 | a8 чёрная ладья · c8 чёрный слон · f8 чёрная ладья · g8 чёрный король · a7 чёрная пешка · b7 чёрная пешка · c7 чёрная пешка · d7 чёрная пешка · f7 чёрная пешка · g7 чёрная пешка · h7 чёрная пешка · c5 чёрный слон · e5 белая пешка · c4 белый слон · g4 чёрный конь · h4 чёрный ферзь · f3 белый конь · a2 белая пешка · b2 белая пешка · f2 белая пешка · g2 белая пешка · h2 белая пешка · a1 белая ладья · b1 белый конь · c1 белый слон · d1 белый ферзь · e1 белая ладья · g1 белый король | a8 чёрная ладья · c8 чёрный слон · f8 чёрная ладья · g8 чёрный король · a7 чёрная пешка · b7 чёрная пешка · c7 чёрная пешка · d7 чёрная пешка · f7 чёрная пешка · g7 чёрная пешка · h7 чёрная пешка · c5 чёрный слон · e5 белая пешка · c4 белый слон · g4 чёрный конь · h4 чёрный ферзь · f3 белый конь · a2 белая пешка · b2 белая пешка · f2 белая пешка · g2 белая пешка · h2 белая пешка · a1 белая ладья · b1 белый конь · c1 белый слон · d1 белый ферзь · e1 белая ладья · g1 белый король | a8 чёрная ладья · c8 чёрный слон · f8 чёрная ладья · g8 чёрный король · a7 чёрная пешка · b7 чёрная пешка · c7 чёрная пешка · d7 чёрная пешка · f7 чёрная пешка · g7 чёрная пешка · h7 чёрная пешка · c5 чёрный слон · e5 белая пешка · c4 белый слон · g4 чёрный конь · h4 чёрный ферзь · f3 белый конь · a2 белая пешка · b2 белая пешка · f2 белая пешка · g2 белая пешка · h2 белая пешка · a1 белая ладья · b1 белый конь · c1 белый слон · d1 белый ферзь · e1 белая ладья · g1 белый король | a8 чёрная ладья · c8 чёрный слон · f8 чёрная ладья · g8 чёрный король · a7 чёрная пешка · b7 чёрная пешка · c7 чёрная пешка · d7 чёрная пешка · f7 чёрная пешка · g7 чёрная пешка · h7 чёрная пешка · c5 чёрный слон · e5 белая пешка · c4 белый слон · g4 чёрный конь · h4 чёрный ферзь · f3 белый конь · a2 белая пешка · b2 белая пешка · f2 белая пешка · g2 белая пешка · h2 белая пешка · a1 белая ладья · b1 белый конь · c1 белый слон · d1 белый ферзь · e1 белая ладья · g1 белый король | a8 чёрная ладья · c8 чёрный слон · f8 чёрная ладья · g8 чёрный король · a7 чёрная пешка · b7 чёрная пешка · c7 чёрная пешка · d7 чёрная пешка · f7 чёрная пешка · g7 чёрная пешка · h7 чёрная пешка · c5 чёрный слон · e5 белая пешка · c4 белый слон · g4 чёрный конь · h4 чёрный ферзь · f3 белый конь · a2 белая пешка · b2 белая пешка · f2 белая пешка · g2 белая пешка · h2 белая пешка · a1 белая ладья · b1 белый конь · c1 белый слон · d1 белый ферзь · e1 белая ладья · g1 белый король | a8 чёрная ладья · c8 чёрный слон · f8 чёрная ладья · g8 чёрный король · a7 чёрная пешка · b7 чёрная пешка · c7 чёрная пешка · d7 чёрная пешка · f7 чёрная пешка · g7 чёрная пешка · h7 чёрная пешка · c5 чёрный слон · e5 белая пешка · c4 белый слон · g4 чёрный конь · h4 чёрный ферзь · f3 белый конь · a2 белая пешка · b2 белая пешка · f2 белая пешка · g2 белая пешка · h2 белая пешка · a1 белая ладья · b1 белый конь · c1 белый слон · d1 белый ферзь · e1 белая ладья · g1 белый король | a8 чёрная ладья · c8 чёрный слон · f8 чёрная ладья · g8 чёрный король · a7 чёрная пешка · b7 чёрная пешка · c7 чёрная пешка · d7 чёрная пешка · f7 чёрная пешка · g7 чёрная пешка · h7 чёрная пешка · c5 чёрный слон · e5 белая пешка · c4 белый слон · g4 чёрный конь · h4 чёрный ферзь · f3 белый конь · a2 белая пешка · b2 белая пешка · f2 белая пешка · g2 белая пешка · h2 белая пешка · a1 белая ладья · b1 белый конь · c1 белый слон · d1 белый ферзь · e1 белая ладья · g1 белый король | a8 чёрная ладья · c8 чёрный слон · f8 чёрная ладья · g8 чёрный король · a7 чёрная пешка · b7 чёрная пешка · c7 чёрная пешка · d7 чёрная пешка · f7 чёрная пешка · g7 чёрная пешка · h7 чёрная пешка · c5 чёрный слон · e5 белая пешка · c4 белый слон · g4 чёрный конь · h4 чёрный ферзь · f3 белый конь · a2 белая пешка · b2 белая пешка · f2 белая пешка · g2 белая пешка · h2 белая пешка · a1 белая ладья · b1 белый конь · c1 белый слон · d1 белый ферзь · e1 белая ладья · g1 белый король | 1 |
|   | a | b | c | d | e | f | g | h |   |

Примером, характеризующим стиль итальянской школы, может послужить партия, сыгранная неизвестным шахматистом против Джоакино Греко в 1620 году.
1. e4 e5 2. Кf3 Кc6 3. Сc4 Сc5 Итальянская партия — популярный дебют того времени. Как белые, так и чёрные атакуют слабый пункт возле короля противника: f7 и f2 соответственно.
4. O-O Кf6 5. Лe1 O-O 6. c3 Фe7 Чёрные могли провести комбинацию 6… K:e4 7. Л:e4 d5 или постараться развить белопольного слона 6… d6, но приоритет атаки, где главная роль отводилась ферзю, определяет раннюю активность сильнейшей фигуры.
7. d4 exd4 8. e5 Кg4 9. cxd4 Кxd4 10. Кxd4 Белые атакуют в центре, чёрные — на королевском фланге. Никто не беспокоится о защите. Такая острая игра быстро приводит к проигрышу менее защищённой стороны.
10… Фh4 От угроз ферзя нет спасения.
11. Кf3 Фxf2+ 12. Крh1 Фg1+ 13. Л:g1 Кf2×
Эффектный финал, что также свойственно итальянским мастерам. При этом на доске остаются множество незадействованных фигур. Особенно это относится к белым, у которых не развит весь ферзевой фланг.

## Позиционная школа

### Филидор: шахматы как наука
Впервые основные положения позиционной школы задолго до её возникновения изложил Филидор в книге 1749 года «Анализ шахматной игры». Выбрав шахматы предметом научного исследования, он подверг анализу стратегию игры. Выводами такого анализа стали:
- «Пешка — душа шахмат». Недооценка итальянской школой роли пешек — неверна.
- Сила фигур в значительной мере зависит от пешечного расположения, которое фактически определяет стратегию игры.
- Мобильность пешечных цепей — важнейший фактор стратегии игры.
- Изолированные и отсталые пешки — позиционная слабость.
- Объект атаки в шахматах не только король, как гласила итальянская школа. К ним также относятся различные дефекты в пешечной формации, которые следует выявлять и использовать в свою выгоду.
- Также Филидор представил практический курс эндшпиля, продемонстрировал стратегию игры в различных окончаниях, показал взаимодействие фигур друг с другом и с пешками.

Филидор впервые показал, что в изучении шахмат возможен научный подход. Более того, шахматная теория достойна быть наукой, которую следует изучать, если хочешь овладеть игрой.
Хотя ряд идей Филидора были заимствованы отдельными европейскими шахматистами того времени, как-то Лабурдонне, в целом его научный подход к игре ещё не был воспринят современниками. Филидор намного опередил своё время. Даже в середине XIX века к его последователям можно причислить лишь Стаунтона.
Дальнейший вклад в развитие идей позиционной школы внёс Пол Морфи. Его шахматное творчество отвечало традициям итальянской школы, но игра базировалась на позиционной основе. Морфи на практике показал важность пешечного центра и стратегию игры в открытых позициях.

### Стейниц — основоположник позиционной школы
Создание позиционной школы во второй половине XIX века связано с именем первого чемпиона мира Вильгельма Стейница, который успешно осуществлял её принципы на практике, немало способствовал её дальнейшему развитию. Изучая собственные партии, а также игру современников, Стейниц пришёл к таким открытиям:
- Многие эффектные, сопровождавшиеся жертвами атаки можно было при правильной игре отразить; атака может быть успешной лишь при ослабленной позиции соперника. Стейниц проверил свой вывод на практике. Иногда он умышленно провоцировал атаку и отражал её, потому что не допускал при этом ослаблений своей позиции, умело использовал ресурсы защиты и контратаки.
- Шахматная позиция может быть разложена на основные элементы, позволяющие дать ей объективную оценку и исходя из этой оценки наметить наиболее целесообразный план действия.
- Стратегия игры заключается в накоплении мелких преимуществ, в маневрировании с целью усиления своей позиции и ослабления неприятельской. Из этого вытекало, что к прямой атаке следует переходить, лишь получив достаточный позиционный перевес. В положениях равновесия, согласно взглядам Стейница, плюсы и минусы позиции уравновешены, поэтому нужно заставить соперника нарушить это равновесие путём маневрирования и использовать нарушение равновесия для захвата и развития инициативы.

В конце XIX — начала XX веков учение Стейница приобрело широкую популярность благодаря усилиям второго чемпиона мира Эмануила Ласкера и особенно Зигберта Тарраша, ставшего учителем целой плеяды молодых мастеров.

### Значение позиционной школы
Значение позиционной школы игры для развития шахмат нельзя переоценить. Вместо конкретного расчёта вариантов она предложила общий метод игры, основанный на объективной оценке позиции — стратегию накопления мелких преимуществ. В середине игры появилась новая фаза — фаза маневрирования с целью захвата инициативы, создания слабостей в позиции соперника, достижения позиционного перевеса, позволяющего приступить затем к активным, конкретным действиям.
Учением Стейница овладеть было легко, и поэтому в конце XIX — начала XX веков число сильных шахматистов в Европе, особенно в Германии и в Австро-Венгрии, стало возрастать. Появилось, однако, немало мастеров, которые при маневрировании применяли выжидательную тактику, не желая рисковать, избегали ослабления своей позиции, уклонялись от обострения игры и быстро соглашались на ничью. В соревнованиях того периода возрос процент ничьих, появился термин «гроссмейстерская ничья». Таким образом, чрезмерный уклон в сторону техники игры нанёс ущерб творческому содержанию шахмат.

## Школа гипермодернистов
Гипермодернизм — направления развития шахматной мысли в 1910-х — 20-х годах.
Основоположники гипермодернизма были Арон Нимцович, Рихард Рети, Дьюла Брейер. Появился как отклик на «сухую» игру позиционистов.
Гипермодернизм произвёл переворот в дебютной теории. Было установлено, что фигурное давление на центр может быть не менее эффективным, чем образование пешечного центра. Появились новые дебютные планы с отказом от немедленного продвижения центральных пешек и фланговым развитием с использованием фианкетто. Эти идеи легли в основу многих новых дебютов: защит Нимцовича, Алехина, Грюнфельда, новоиндийской, дебютов Рети и других. Такое разнообразие новых начал привело к ранее не встречавшимся позициям в миттельшпиле.
Также гипермодернисты разработали множество новых принципов и приёмов: блокада, профилактика, избыточная защита, лавирование.
Гипермодернизм не был ни полным отрицанием классических принципов шахмат, ни возвратом к романтизму, а был успешной попыткой расширить границы шахматного творчества, находя в нём новые понятия и принципы.

## Советская школа

### Синтез традиций
Советская школа возникла на традициях основоположников отечественных шахмат — Александра Петрова, Чигорина, Алехина. Опирается на творческое наследие прошлого, но занимает по отношению к нему критическую позицию:
- от итальянской школы заимствовано отношение к шахматам как к искусству, но в значительно более широком смысле, чем у итальянцев;
- от позиционной школы — отношение к шахматам как к науке, которую следует изучать научными методами.
- от гипермодернистов — стремление чёрных к контригре, к перехвату инициативы.
- от Чигорина и Алехина — многие дебютные идеи, высокую технику игры, стремление к инициативе, атаке, в защите — к контрнаступлению; боевые качества шахматиста.
- от Ласкера — психологический подход в шахматной борьбе.

### Значение советской школы: шахматы как спорт
Творчески восприняв идеи своих предшественников, советская школа внесла свой вклад в дальнейшее развитие шахматной игры:
- Введено новое понятие — «динамически равновесные позиции», где различные слабости компенсируются свободной фигурной игрой и простором для тактических операций. Нововведение стало продолжением учения Стейница о равновесии.
- Переосмыслены слабости позиции. Например, в варианте Болеславского или челябинском варианте сицилианской защиты чёрные сами создают явную слабость на поле d5, получая взамен хорошую фигурную игру.
- Непрерывный поиск новых путей в дебютах, связанный с их углублением в середине игры, глубоким изучением возникающих позиций, которые нередко бывают настолько сложны, что не поддаются общим оценкам, открывая широкие возможности для творчества, проявления интуиции и фантазии.
- Шахматы — спорт. Исходя из этого, так называемый патриарх советской шахматной школы Михаил Ботвинник и другие советские шахматисты разработали научно обоснованные методы подготовки к соревнованиям, в том числе теоретическую, практическую, физическую и психологическую подготовку.

Советская шахматная школа показала свою устойчивую жизнеспособность: за исключением чемпионства Роберта Фишера с 1972 по 1975 года, с 1948 года до самого распада СССР чемпионами мира становились только советские шахматисты. Показательным было также выступление шахматистов Советского Союза против сборной мира в «матче века» 1970 года. Подобная гегемония на шахматном Олимпе во многом стала возможна благодаря преемственности поколений шахматистов и государственной поддержке Советского Союза, для которого шахматы стали визитной карточкой страны.